# Intercanviador de calor marí

Secció d'un intercanviador de calor de tubs en U.

Els intercanviadors de calor marins no són diferents dels intercanviadors de calor emprats en els altres entorns no marins, excepte pel simple fet que es troben a bord dels vaixells. Els intercanviadors de calor es poden utilitzar per a una gran varietat d'usos. El nom d'intercanviador indica, que poden bescanviar la calor entre dos mitjans diferents és a dir que es poden utilitzar tant en entorns de refrigeració com en entorns de calefacció.
Tot i que hi ha molts més tipus d'intercanviadors de calor que s'utilitzen a terra ferma, a l'entorn marí els dos tipus principals d'intercanviadors marins utilitzats a bord de vaixells i embarcacions menors, són els intercanviadors de carcassa i tubs i els intercanviadors de plaques. Atesa la naturalesa metàl·lica dels components, és imprescindible fer un manteniment dels intercanviadors per tal d'evitar la contaminació i la corrosió galvànica entre metalls diferents.

## Intercanviadors de carcassa i tubs

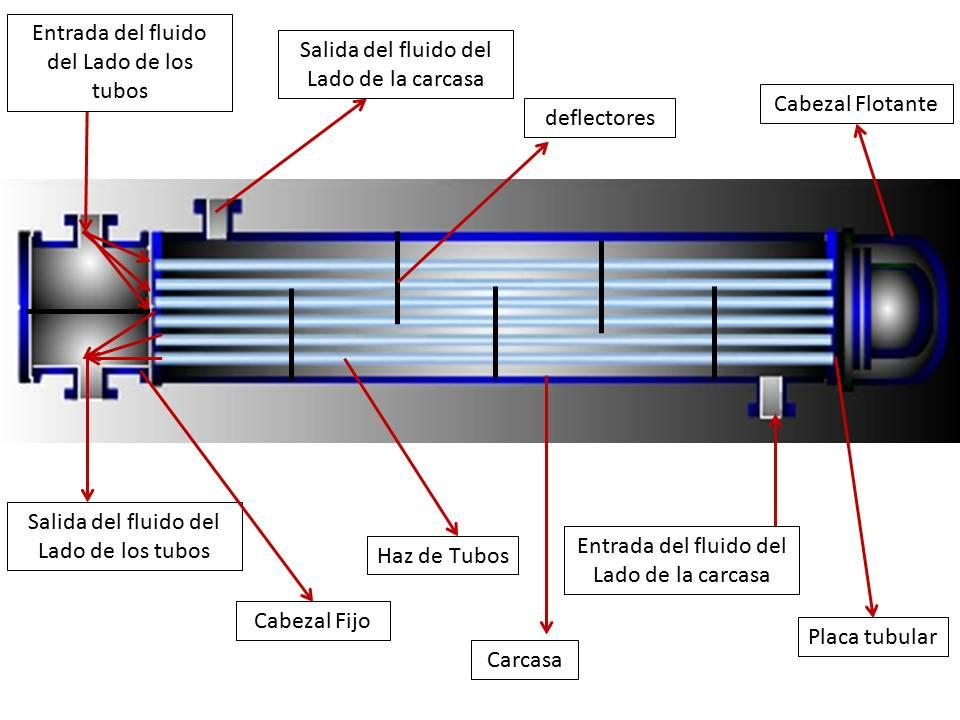
Esquema intercanviador de calor

Els intercanviadors de calor de carcassa i tubs, estan formats per tubs cilíndrics, muntats dins una carcassa, de vegades, també cilíndrica, amb l'eix dels tubs paral·lels a l'eix de la carcassa. Un fluid circula per dins dels tubs i l'altre per l'exterior (fluid del costat de la carcassa). Són el tipus d'intercanviadors de calor més usat en la nàutica, per raó del seu disseny, amb un feix de tubs que es col·loca dins d'una carcassa més gran, aquests intercanviadors requereixen el doble de l'empremta de l'intercanviador de calor per realitzar el manteniment. Depenent de la quantitat de refrigeració necessària, els intercanviadors de calor de carcassa i tubs es poden construir en una configuració de pas simple o pas múltiple. El nombre de passades fa referència al nombre de vegades que el fluid dels tubs passa pel fluid de la carcassa. Això s'aconsegueix col·locant deflectors a la carcassa que permeten dirigir el fluid.

### Tubs
Els tubs són els components fonamentals, ja que proporcionen la superfície de transferència de calor entre el fluid que circula pel seu interior i el que circula dins de la carcassa. Els tubs poden ser complets o soldats i generalment estan fets de coure o aliatges d'acer. Altres aliatges de níquel, titani o alumini poden ser necessaris per a aplicacions específiques.
Els tubs poden ser llisos o amb aletes. Les superfícies esteses es fan servir quan un dels fluids té un coeficient de transferència de calor molt menor que l'altre fluid. Els tubs amb dobles aletes poden millorar encara més l'eficiència. Les aletes proveeixen de dues a quatre vegades l'àrea de transferència de calor que proporcionaria el tub llis. La quantitat de passos pels tubs i per la carcassa depenen de la caiguda de pressió disponible. A més velocitat, augmenten els coeficients de transferència de calor, però també les pèrdues per fricció i l'erosió en els materials. Per tant, si la pèrdua de pressió és acceptable, és recomanable tenir menys quantitat de tubs, però de més longitud en una àrea reduïda. Generalment, els passos pels tubs oscil·len entre 1 i 8 vegades. Els dissenys estàndards tenen un, dos o quatre passos pels tubs. En molts dissenys es fan servir un nombre parell de passos. Els nombres de passos imparells no s'utilitzen gaire, ja que poden causar problemes tèrmics i mecànics tant en la fabricació com en el funcionament.

### Placa tubular
Els tubs es mantenen al seu lloc en ser inserits dins d'uns forats a la placa tubular, fixant-los per expansió o soldadura. La placa tubular és generalment una placa de metall senzilla que ha estat foradada per albergar els tubs (amb el patró desitjat), amb empacadures i caragols. En cas que calgui una protecció extra contra fuites pot utilitzar-se una doble placa tubular.
L'espai entre les plaques tubulars ha d'estar obert a l'atmosfera perquè qualsevol fuita pugui ser detectada amb rapidesa. En les aplicacions més perilloses es pot fer servir una placa tubular triple, segells gasosos i fins i tot un sistema de recirculació de les fuites. La placa tubular a part dels requisits mecànics ha de ser capaç de suportar l'atac corrosiu de tots dos fluids de l'intercanviador i ha de ser compatible electroquímicament amb el material dels tubs. De vegades es construeixen d'acer de baix carboni cobert metal·lúrgicament per un aliatge resistent a la corrosió.

### Deflectors

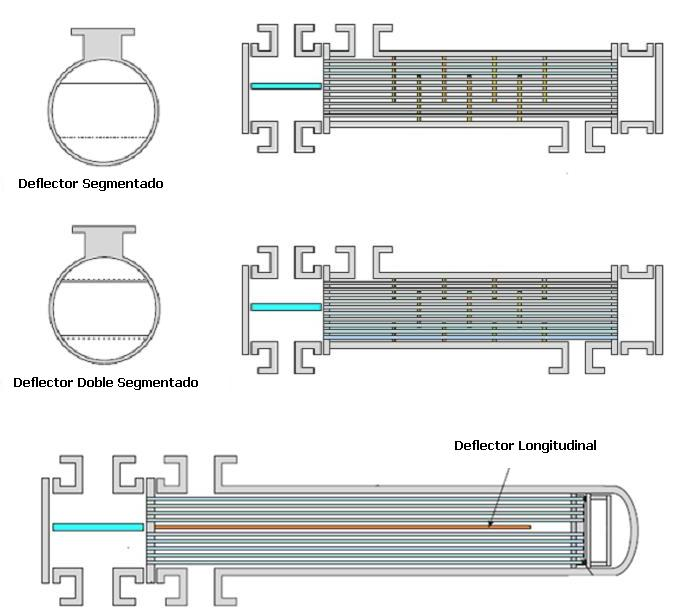
Deflectors

Hi ha dos tipus de deflectors, transversals i longitudinals. El propòsit dels deflectors longitudinals és controlar la direcció general del flux dins de la carcassa. Per exemple, les carcasses tipus F, G i H tenen deflectors longitudinals. Els deflectors transversals tenen dues funcions, la més important és mantenir els tubs en la posició adequada durant l'intercanvi i evitar la vibració produïda pels vòrtexs induïts pel flux. En segon lloc, guiar el fluid que circula per la carcassa per a acostar-se mentre sigui possible a les característiques del flux creuat. També tenen la funció de fer que aquest fluid circulant per fora dels tubs ho faci amb més turbulència perquè augmenti el coeficient de convecció al voltant dels tubs, fent així que augmenti la quantitat de calor transferida.

### Carcassa
La carcassa és l'envoltant del segon fluid, i els filtres són els ports d'entrada i sortida. La carcassa és generalment de secció circular i està feta d'una placa d'acer conformat en forma cilíndrica i soldat longitudinalment. Carcasses de petits diàmetres (fins a 24 polzades) poden ser fetes tallant un tub del diàmetre desitjat amb la longitud correcta (pipe shells). La forma de la carcassa és important en determinar el diàmetre dels reflectors que poden ser inserits i l'efecte de fuga entre el deflector i la carcassa. Les carcasses de tub solen ser més rodones que les altres carcasses. En els intercanviadors grans la carcassa està feta d'acer de baix carboni sempre que sigui possible per raons d'economia, encara que també es poden fer servir altres aliatges quan la corrosió o les altes temperatures així ho requereixin.

### Canals dels extrems dels tubs
Els canals i els filtres simplement dirigeixen el flux del líquid que circula pels tubs cap a l'interior o l'exterior dels tubs de l'intercanviador. Com que el fluid del costat dels tubs és generalment molt corrosiu, aquests canals i filtres solen estar fets amb materials d'aliatge (compatibles amb la placa tubular), encara que, de vegades, poden simplement tenir un revestiment, en lloc d'estar fets d'aliatges sòlids.

### Cobertes de canal
Les cobertes de canal són plaques rodones que estan caragolades als extrems del canal i poden ser desmuntades per inspeccionar els tubs sense haver-los de desmuntar En intercanviadors petits se solen utilitzar capçals amb filtres laterals en lloc de canals i cobertes de canals.

## Intercanviadors de plaques

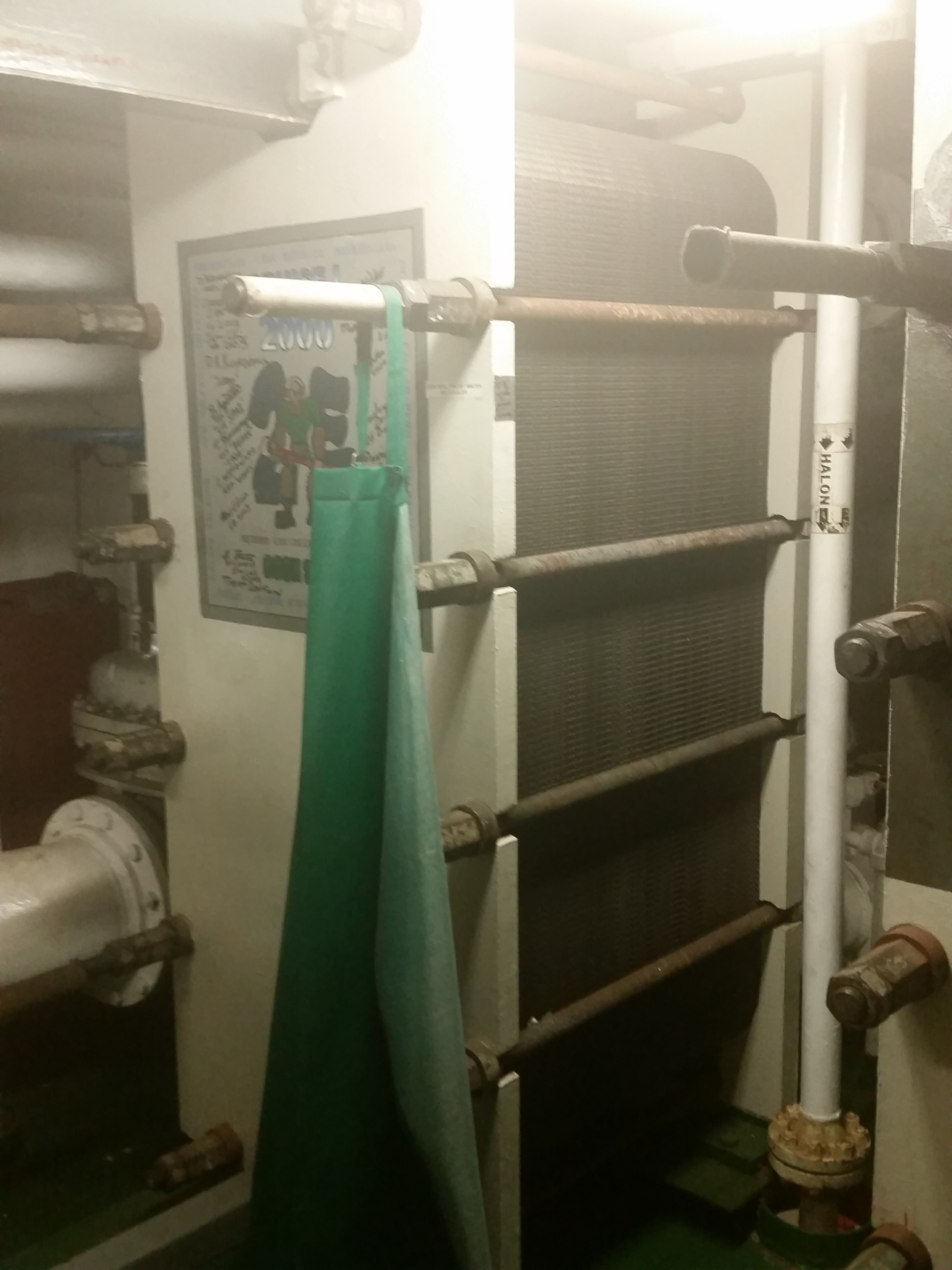
Intercanviador de calor de plaques

Els intercanviadors de calor marins de plaques estan dissenyats amb conjunts de múltiples plaques paral·leles que es comprimeixen per formar la unitat de refrigeració principal. Aquest tipus té una empremta més petita en comparació amb altres tipus d'intercanviadors de calor. Les plaques estan dissenyades de manera que quan es col·loquen una al costat de l'altra creen vies de pas al fluid entre les plaques. Es col·loquen juntes al voltant de la vora de cada placa per tal d'evitar la barreja dels dos fluids. A causa de les limitacions de temperatura i pressió del cautxú utilitzat per fer les juntes, els intercanviadors de calor de plaques s'utilitzen per a aplicacions de baixa pressió i baixa temperatura, sota 290 psig (20 bar) i 300 graus Fahrenheit (150 graus Celsius).

## Usos
Els intercanviadors de calor a bord dels vaixells s'utilitzen en molts sistemes. Els entorns que utilitzen intercanviadors de calor hi ha: la camisa d'aigua del motor, l'oli lubricant, sistemes de vapor i aigua de mar principal. Els dos mitjans solen estar interconnectats amb l'aigua de mar mitjançant intercanviadors de calor per tal d'eliminar la calor generada pels equips en funcionament de la sala de màquines.

### Camisa d'aigua del motor
La calor generada pels cilindres d'un motor es transfereix a un sistema de refrigeració per camisa d'aigua a través de la paret del cilindre. A part de refredar les parets del cilindre, l'aigua de la camisa sovint es troba com a aïllant entre el capçal d'escapament i la sala de màquines. Els sistemes de refrigeració d'aigua de la camisa del motor es poden refredar mitjançant un circuit d'aigua de refrigeració central o es poden refredar directament amb aigua de mar.

### Oli del motor
La calor generada a causa de la fricció passa del motor a l'oli del motor. L'oli del motor flueix a través d'un intercanviador de calor, on la calor es passa a un bucle de refrigeració central de la sala de màquines, abans que la calor sigui intercanviada amb l'aigua del mar.

### Vapor
A diferència de la majoria dels sistemes amb intercanviadors de calor, el vapor s'utilitza per escalfar altres sistemes. Això és més comú quan un vaixell es deixa al moll durant un període prolongat. El sistema de vapor s'utilitzarà per evitar la condensació i l'oxidació dels components vitals de la sala de màquines. Aquests intercanviadors de calor solen ser intercanviadors de calor de carcassa i tubs a causa de les altes temperatures i pressions que s'utilitzen normalment en els sistemes de vapor.

### Aigua de mar
El refredament per aigua de mar és sovint l'última etapa del refredament a bord d'un vaixell. Aquests refrigeradors són sovint els més grans a bord d'un vaixell per tal d'assegurar la màxima transferència de calor a l'aigua de mar. L'aigua de mar es descarrega per la borda després de passar pels refrigeradors.

## Corrosió galvànica
El manteniment dels intercanviadors de calor marins és important per garantir que les vies petites d'ambdós tipus de refrigeradors no s'embrutin. Depenent del sistema es poden produir diferents tipus d'incrustació. En els sistemes basats en oli, una quantitat insuficient de medi de refrigeració o un flux d'oli ineficient a través de l'escalfador pot provocar que l'escalfador s'embruti. Els refrigeradors d'aigua de mar sovint es poden contaminar a causa de la vida marina present a l'aigua o a causa de la corrosió galvànica si no es prenen les mesures de seguretat adequades per evitar aquests esdeveniments.

## Manteniment
El manteniment regular dels intercanviadors de calor és important per mantenir la màxima eficiència. Els ànodes de sacrifici són necessaris en els sistemes de refrigeració per evitar la corrosió galvànica. Els ànodes solen estar fets de zinc i se substitueixen quan arriben al 50 % de desgast. Els intercanviadors de calor de carcassa i tubs requereixen que els tubs estiguin tapats quan es detecti una fuita. Això evita que els dos líquids es barregin dins dels intercanviadors de calor. Per tal de realitzar el manteniment regular d'un intercanviador de calor tipus plaques, se separa la pila de plaques i es neteja les plaques per millorar la transferència de calor.